# Perissandria albistigma
Perissandria albistigma är en fjärilsart som beskrevs av W. Warren 1913. Perissandria albistigma ingår i släktet Perissandria och familjen nattflyn. Inga underarter finns listade i Catalogue of Life.